# 1,3-脱氢金刚烷
1,3-脱氢金刚烷或四环[3.3.1.13,7.01,3]癸烷是一种化学式为C10H14的有机化合物，可以通过从金刚烷中去除两个氢原子以形成内键的方式获得。它是一种多环烃，也可以被视为通过在两个较大环之间添加亚甲基桥而衍生自[3.3.1]螺桨烷。
与其他小环螺桨烷一样，该化合物具有很大的应变性且不稳定。

## 合成
1,3-脱氢金刚烷由理查德·平考克（Richard Pincock）和爱德华·托鲁普卡（Edward Torupka）于1969年获得，根据以下方案还原1,3-二溴金刚烷：

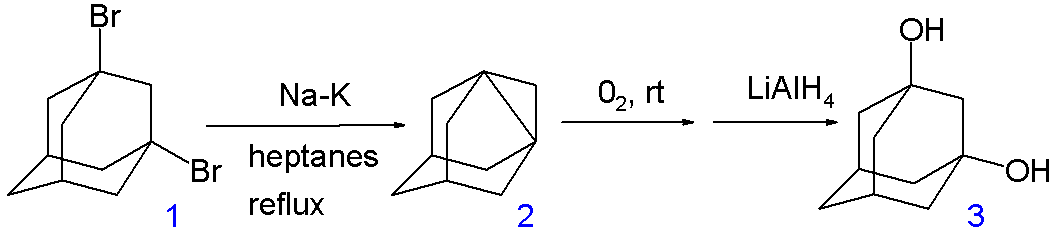
方案1：1,3-脱氢金刚烷的合成

## 化学反应

### 氧化
将1,3-脱氢金刚烷放置在溶液中时，它会与空气中的氧气发生反应（半衰期为6小时），并产生过氧化物。后者通过与氢化铝锂反应转化为二氢氧化物。

### 聚合
与[1.1.1]螺桨烷一样，1,3-脱氢金刚烷可以通过破坏轴向键并将所得自由基连接成线性链来聚合：

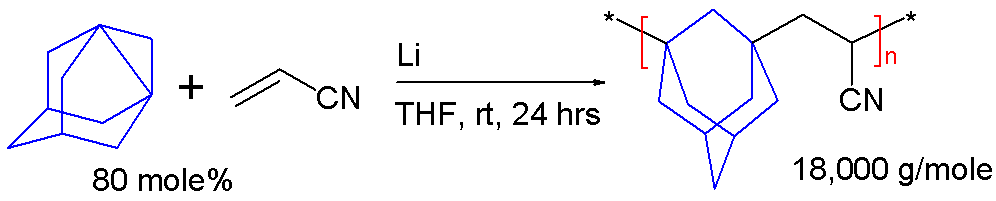
方案2：1,3-脱氢金刚烷的聚合。

在该方案中，1,3-脱氢金刚烷与丙烯腈在四氢呋喃中由锂金属引发的自由基聚合反应。所得交替共聚物的玻璃化转变温度为217°C